# Cociu, Bistrița-Năsăud
Cociu (maghiară Szamoskócs) este un sat în comuna Șintereag din județul Bistrița-Năsăud, Transilvania, România.

## Așezare
Este așezat între Someș și Șieu.

## Istoric
Satul Cociu este atestat documentar începând cu anul 1329, când este pomenit pentru prima dată ca făcând parte din domeniul grofului din satu Șieu Odorhei, împreună cu alte sate din îmrejurimi.
Până în anul 1949 a fost comună de sine stătătoare, odată cu reorganizarea administrativă din anul 1950 a intrat în componența comunei Șintereag din care face parte și azi. Între anii 1950 - 1960 a făcut parte din fostul raion Beclean. După deființarea acestuia, în anul 1960 a trecut, împreună cu întreaga comună Șintereag la fostul raion Bistrița. Odată cu înființarea județelor din anul 1968 trece în actualul județ Bistrița-Năsăud.
În anul 2018 împlinește 689 de ani de atestare documentară.

## Demografie
Satul avea o populație de 1043  locuitori la recensământul din 2011.

## Obiective turistice
- Lanurile de narcise.
- Plajele de pe malurile Someșului și ale Șieului.

## Personalități
Personalitatea cea mai importantă a satului a fost preotul greco-catolic Iuliu Sonea care a fost ales membru al Marelui Sfat Național Român de la 1 decembrie 1918 și apoi în perioada interbelică a fost ales senator al României.